# Velapia epaxia
Velapia epaxia är en insektsart som beskrevs av Otte, D. och Perez-gelabert 2009. Velapia epaxia ingår i släktet Velapia och familjen syrsor. Inga underarter finns listade i Catalogue of Life.